# Крунуберг
Лен Кру́нуберг (швед. Kronobergs län) — лен, расположенный в южной Швеции. Граничит с ленами Халланд, Сконе, Йёнчёпинг, Кальмар и Блекинге. Административный центр — город Векшё.
Лен был образован в 1674 году, в нынешних границах существует с 1687 года. Территория лена соответствует южной части исторической провинции Смоланд.

## География
Крунуберг расположен в центре Смоланда на равном расстоянии от западного и восточного побережья. Это привлекательная область Швеции для проживания, в этой области сосредоточено наибольшее количество озёр.

## Население
Рабочий класс в регионе по статистике, как правило, имеет хороший уровень образования, мало болеет и оказывает большое влияние на развитие предприятий, что приводит к гуманному стилю руководства предприятиями в регионе.

## Административное деление
Лен состоит из 8 коммун:
- Альвеста, центр — Альвеста,
- Лессебу, центр — Лессебу,
- Юнгбю, центр — Юнгбю,
- Маркарюд, центр — Маркарюд,
- Тингсрюд, центр — Тингсрюд,
- Уппвидинге, центр — Оседа,
- Векшё, центр — Векшё,
- Эльмхульт, центр — Эльмхульт.

## Промышленность
Основной индустриальный сектор в этом регионе — это тяжелое машиностроение для лесной и строительной промышленности, производство деревянных конструкций для жилых домов, биоэнергетика, а также производство и продажа алюминия. В этом регионе Швеции была основана корпорация Икеа.